# خمرتو (كوه بنج)
خمرتو (بالفارسية: خمروتو) هي قرية تقع في إيران في البلدة المركزية.